# NGC 3979
NGC 3979 este o low-surface-brightness galaxy⁠(d) situată în constelația Fecioara. A fost descoperită în 23 aprilie 1881 de către Edward S. Holden⁠(d). Se află la o distanță de 87,85 de megaparseci de Pământ.